# Couch Township (Missouri)
Couch Township est un ancien township, situé dans le comté d'Oregon, dans le Missouri, aux États-Unis,.